# جيمس ريتشارد تشيك
جيمس ريتشارد تشيك (بالإنجليزية: James Richard Cheek)‏ هو دبلوماسي أمريكي، ولد في 27 أبريل 1936 في ديكاتور في الولايات المتحدة، وتوفي في 14 مايو 2011 في ليتل روك في الولايات المتحدة.